# HD 150706 b
HD 150706 b – planeta o minimalnej masie ok. 2,7 raza większej od masy Jowisza, krążąca wokół gwiazdy HD 150706. Odkryto ją w 2002 roku i według obliczeń jej odkrywców miała mieć masę zbliżoną do Jowisza oraz krążyć po orbicie z okresem 265 dni. Praca z 2012 (I. Boisse et al.) dowodzi, że wyliczenia te były błędne, planeta jest sporo cięższa i krąży znacznie dalej od swojej macierzystej gwiazdy.